# 諸慶恩冤案

## 概要
諸慶恩冤案，又稱翁茂鍾案、石木欽案或司法百官行述案。是一樁發生在台灣的冤案。
1997年富商翁茂鍾所有之怡華公司，積欠法國巴黎銀行（原名百利達銀行）946萬美元卻倒債。時任銀行經理的諸慶恩依法追債，負責強制執行，卻反被控偽造文書遭判刑。
此冤案於諸慶恩病逝22年後，2025年得到平反。

## 事件經過[2][3]
*名字粗體者為翁茂鍾不當宴請、行賄、內線交易之翁友
1995年，翁茂鍾家族的佳和集團怡華實業，因遠期外匯及選擇權等衍生性金融商品交易，提供1,000萬美元本票（約新台幣3億元）給巴黎銀行（原名百利達銀行）抵押。同年6月，投資失敗，積欠法國巴黎銀行946萬美元。
1997年6月，時任銀行經理的諸慶恩得法院裁准依法追債，負責強制執行。同年，諸慶恩遭控涉偽造文書。
1997年7月至1998年2月，翁茂鍾與石木欽等司法官密集見面、吃飯,討論3億元案。
1998年3月2日，翁茂鍾向台南地檢檢察長方萬富(之後得馬英九提名任監委)報告3億元案是員工冒公司名義投資,並暗示公司將增資可買股獲利(怡安公司內線交易案)。同年5月，翁茂鍾要求其公司財務副總經理吳仙富向臺灣臺南地方檢察署檢察官曲鴻煜自首，自稱偽造公司章並行使，偽造1995年提供給巴黎銀行的1,000萬美元本票，遭方萬富、檢察官曲鴻煜起訴，同(1998)年6月29日蘇義洲法官判處吳仙富有期徒刑2年、緩刑3年，並沒收美金1,000萬元本票。
1999年，巴黎銀行向吳仙富請求損害賠償，2009年全案確定,判吳仙富要賠償巴黎銀行488餘萬美元（約新台幣1億5千萬元）怡華公司則完全不用負連帶賠償責任，而此判決陪席法官顏南全亦是翁之好友。同年8月，調查官秦台生查辦銀行員諸慶恩違法向翁茂鍾追債。
2000年11月28日 諸慶恩等人偽造文書案一審無罪。
2001年11月，最高法院林奇福庭長駁回巴黎銀行上訴，翁茂鍾的公司免還3億元確定。
2003年5月，諸慶恩偽造文書案一審無罪，二審改判有罪，上訴最高法院，由吳雄銘、池啟明、石木欽審理時，諸於三審審理期過世，判決不受理。同年6月，翁茂鍾公司免還銀行3億元後，翁茂鍾反向巴黎銀行提起損害賠償之訴，同年11月一審敗訴，並向諸的妻子追償5億元，其妻拋棄繼承。同年7月，翁茂鍾轉向銀行員諸慶恩的8歲及9歲女兒追償5億元，法院判決女兒免賠確定。
2005年3月17日，翁茂鍾對於諸慶恩的8歲及9歲女兒免賠5億元一案，聲請再審遭駁回 。
2006年年2月16日，巴黎銀行免賠翁茂鍾確定。
2007年6月27日，應華精密科技股份有限公司炒股案一審判決，翁茂鍾處有期徒刑8年，犯罪所得新臺幣8,940,653元，沒收。
2009年11月19日，巴黎銀行向吳仙富請求損害賠償案確定，吳仙富應給付巴黎銀行美金1,546,675.442元及利息
2010年12月30日，佳和實業股份有限公司炒股案一審判決，翁茂鍾應執行有期徒刑1年1月。
2014年4月，吳仙富過世。
2015年1月，檢舉石木欽案之匿名信函出現，司法院不予處理。同年8月14日，翁茂鍾公然侮辱列車長黃佳帆。
2017年3月，翁茂鍾公然侮辱與恐嚇列車長黃佳帆一案，刑事判翁茂鍾罰金1萬元定讞，同年10月，民事判翁茂鍾賠2萬元定讞。翁茂鍾在高鐵事件後形象嚴重受損，佳和集團開始由第三代翁偉翔接班。
2019年9月，鏡周刊資深司法記者劉志原、林俊宏等人，報導石木欽一案，遭石木欽提告，一二審皆判決劉志原、林俊宏等人免賠(尚未確定)。
2020年，監察院查出多名司法高層和此案相關人士翁茂鍾不當宴飲，法務部要求全案重啟調查。同年４月，石木欽向台北地院遞交刑事自訴狀，控告許宗力、前司法院秘書長呂太郎與政風處長沈明倫涉誣告及偽造文書罪，全案於2021年9月8日無罪確定。
2021年，高等檢察署向高等法院聲請再審、向最高法院提非常上訴皆被駁回。同年，法務部認為，「怡華公司財務副總吳仙富偽造有價證券自首案」、「諸慶恩偽造定存單案」、「怡安公司內線交易案」、「應華炒股案」等4案，或與翁茂鍾或其公司相關，或與部分遭調查的檢調人員有關，為釐清外界質疑，並以最高標準處理，均移由檢察機關重新調查。
2022年，時任檢察總長邢泰釗向最高法院提非常上訴成功。
2024年，高等檢察署二度向高院聲請再審。
2025年1月，高院裁定開啟再審。同月15日，林奇福稱名譽受損提國賠敗訴確定
2025年3月26日，高等檢察署撤回審理期間的上訴，諸慶恩無罪確定。

## 與翁茂鍾不當接觸的司法人員暨其目前處分彙整[3]
| 職稱/姓名                                          | 是否在職   | 是否移送監院 | 懲處                                                       |
| -------------------------------------------------- | ---------- | ------------ | ---------------------------------------------------------- |
| 前公務員懲戒委員會(現懲戒法院)委員長(現院長)石木欽 | 否         | 是           | 監院彈劾，撤職確定，減少退休金及退養金六成，並廢除律師證書 |
| 前最高行政法院院長林奇福                           | 否         | 是           | [ 57 ] [ 58 ]                                              |
| 前最高法院庭長顏南全                               | 否         | 是           | [ 59 ] [ 60 ]                                              |
| 前台南地院法官蘇義洲                               | 否         | 是           |                                                            |
| 前最高法院庭長吳雄銘                               | 否         | 是           |                                                            |
| 前台南高分院法官曾平杉                             | 否         | 是           |                                                            |
| 前台南高分院法官陳義仲                             | 否         | 是           |                                                            |
| 前台南高分院法官林金村                             | 否         | 是           |                                                            |
| 懲戒法院法官洪佳濱                                 | 已申請退休 | 逾懲處時效   | 確定無懲處                                                 |
| 前台南高分院法官黃崑宗                             | 否         | 逾懲處時效   | 確定無懲處                                                 |
| 前台中高分院法官胡景彬                             | 否         | 逾懲處時效   | 確定無懲處                                                 |
| 前高院庭長尤豐彥                                   | 否         | 逾懲處時效   | 確定無懲處                                                 |
| 北高行法官陳金圍                                   | 已申請退休 | 逾懲處時效   | 確定無懲處                                                 |
| 司法院優遇大法官蔡清遊                             | 是         | 逾懲處時效   | 確定無懲處                                                 |
| 台南地院法官朱中和                                 | 是         | 逾懲處時效   | 確定無懲處                                                 |
| 最高法院優遇庭長謝家鶴                             | 是         | 逾懲處時效   | 確定無懲處                                                 |
| 前最高法院庭長花滿堂                               | 否         | 逾懲處時效   | 確定無懲處                                                 |
| 前最高法院法官劉介民                               | 否         | 逾懲處時效   | 確定無懲處                                                 |
| 前最高法院法官洪昌宏                               | 否         | 逾懲處時效   | 確定無懲處                                                 |
| 台北高等行政法院法官鄭小康                         | 是         | 逾懲處時效   | 確定無懲處                                                 |
| 最高法院庭長陳世淙                                 | 已申請退休 | 逾懲處時效   | 確定無懲處                                                 |
| 前法務部次長陳守煌                                 | 否         | 否           | 送職務監督                                                 |
| 前法務部參事羅榮乾                                 | 否         | 是           | [ 62 ] [ 63 ]                                              |
| 高檢署檢察官黃和村                                 | 是         | 否           | 送職務監督                                                 |
| 前最高檢檢察官方萬富                               | 否         | 否           | 分案調查買股是否涉刑事犯罪                                 |
| 前新竹地檢署檢察長王崇儀                           | 否         | 否           | 原機關職務監督辦理，若案情擴大再送監院                     |
| 前高雄地檢署檢察長凌博志                           | 否         | 否           | 原機關職務監督辦理，若案情擴大再送監院                     |
| 前檢察官曲鴻煜                                     | 否         | 否           | 分案調查買股是否涉刑事犯罪                                 |
| 檢察官蘇南桓                                       | 是         | 否           | 送職務監督                                                 |
| 檢察官潘國威                                       | 是         | 否           | 送職務監督                                                 |
| 前檢察官楊榮宗                                     | 否         | 否           | 送職務監督                                                 |

## 各界反應

### 司改會
1.司法改革必須從確保法官的廉正做起。
2.彈劾不受追懲時效限制。